# Мошна-Парцеля
Мошна-Парцеля (пол. Moszna-Parcela) — село в Польщі, у гміні Брвінув Прушковського повіту Мазовецького воєводства.
У 1975-1998 роках село належало до Варшавського воєводства.